# Plein la gueule
Pour les articles homonymes, voir The Longest Yard.
Pour plus de détails, voir Fiche technique et Distribution.
Plein la gueule (The Longest Yard) est un film américain réalisé par Robert Aldrich et sorti en 1974.
Le film a fait l'objet de deux remakes : Carton Rouge (2001) et Mi-temps au mitard (2005).

## Synopsis
Paul Crewe (Burt Reynolds) vole une Citroën SM et échappe à la police. Il est attrapé et par la suite envoyé en prison. Là, il organise une équipe de football américain de prisonniers pour affronter les gardiens.

## Fiche technique
- Titre français : Plein la gueule
- Titre original : The Longest Yard
- Réalisation : Robert Aldrich, assisté de Hal Needham
- Scénario : Albert S. Ruddy et Tracy Keenan Wynn
- Montage : Michael Luciano
- Photographie : Joseph F. Biroc
- Musique : Frank De Vol
- Genre : comédie dramatique, action, sport
- Durée : 121 minutes
- Dates de sortie :
  - États-Unis : 21 août 1974
  - France : 21 mars 1975
- Affiche : Jacques Vaissier (France)